# Maksim Sorkine
Maksim Dmitrievitch Sorkine - en russe : Максим Дмитриевич Соркин et en anglais : Maksim Sorkin - (né le 19 avril 2000 à Moscou en Russie) est un joueur professionnel russe de hockey sur glace. Il évolue au poste d'attaquant.

## Biographie

### Carrière en club
Formé au Vympel Moscou, il débute en junior dans la MHL lors de la saison 2017-2018 avec la Krasnaïa Armia, équipe junior du HK CSKA Moscou. En 2019, il commence sa carrière professionnelle dans la KHL avec le HK CSKA Moscou. L'équipe remporte la Coupe Gagarine 2022 et 2023.

### Carrière internationale
Il représente la Russie au niveau international. Il prend part aux sélections jeunes.

## Statistiques

### En club
| Saison    | Équipe         | Ligue |                   | Saison régulière  | Saison régulière  | Saison régulière  | Saison régulière  | Saison régulière |   | Séries éliminatoires | Séries éliminatoires | Séries éliminatoires | Séries éliminatoires | Séries éliminatoires |
| Saison    | Équipe         | Ligue | PJ                | B                 | A                 | Pts               | Pun               | PJ               | B | A                    | Pts                  | Pun                  |                      |                      |
| 2017-2018 | Krasnaïa Armia | MHL   | 43                | 11                | 13                | 24                | 10                | 4                | 1 | 0                    | 1                    | 0                    |                      |                      |
| 2018-2019 | Krasnaïa Armia | MHL   | 63                | 25                | 16                | 41                | 34                | 5                | 0 | 0                    | 0                    | 2                    |                      |                      |
| 2019-2020 | HK CSKA Moscou | KHL   | 18                | 0                 | 2                 | 2                 | 4                 | -                | - | -                    | -                    | -                    |                      |                      |
| 2019-2020 | Zvezda Moscou  | VHL   | 20                | 4                 | 5                 | 9                 | 8                 | 7                | 2 | 3                    | 5                    | 14                   |                      |                      |
| 2020-2021 | HK CSKA Moscou | KHL   | 46                | 5                 | 7                 | 12                | 10                | 22               | 1 | 1                    | 2                    | 2                    |                      |                      |
| 2020-2021 | Zvezda Moscou  | VHL   | 5                 | 1                 | 3                 | 4                 | 6                 | -                | - | -                    | -                    | -                    |                      |                      |
| 2021-2022 | HK CSKA Moscou | KHL   | 40                | 6                 | 6                 | 12                | 14                | 22               | 7 | 4                    | 14                   | 0                    |                      |                      |
| 2021-2022 | Zvezda Moscou  | VHL   | 8                 | 3                 | 1                 | 4                 | 8                 | -                | - | -                    | -                    | -                    |                      |                      |
| 2022-2023 | HK CSKA Moscou | KHL   | 64                | 11                | 20                | 31                | 16                | 26               | 4 | 5                    | 9                    | 2                    |                      |                      |
| 2023-2024 | HK CSKA Moscou | KHL   | 51                | 13                | 17                | 30                | 8                 | 5                | 0 | 1                    | 1                    | 0                    |                      |                      |
| 2024-2025 | HK CSKA Moscou | KHL   | Saison en cours ? | Saison en cours ? | Saison en cours ? | Saison en cours ? | Saison en cours ? |                  |   |                      |                      |                      |                      |                      |

### En équipe nationale
| Année | Compétition                          |   | PJ | B | A | Pts | Pun | +/-               |  | Résultat |
| 2018  | Championnat du monde moins de 18 ans | 5 | 0  | 2 | 2 | 0   | 0   | Sixième place     |  |          |
| 2020  | Championnat du monde junior          | 7 | 1  | 0 | 1 | 2   | +1  | Médaille d'argent |  |          |